# MacPorts
MacPorts, vormals DarwinPorts, ist eine unter der BSD-Lizenz veröffentlichte Paketverwaltung, welche die Installation anderer freier und quelloffener Software auf macOS bzw. Darwin mit Hilfe von Port-Skripten erleichtern soll. Eine umfangreiche Sammlung solcher Ports wird bereitgestellt. Die MacPorts sind somit eine Alternative zu Fink und Homebrew.

## Geschichte
Die DarwinPorts wurden 2002 als Teil des inzwischen eingestellten OpenDarwin-Projekts initiiert; beteiligt waren zahlreiche Apple-Angestellte, wie etwa Landon Fuller, Kevin van Vechten und Jordan K. Hubbard.
Im August 2006, nach Einstellung von OpenDarwin, änderte das Projekt seinen Namen in MacPorts.

## Bedienung
Die Installation eines Pakets geschieht mit dem Kommandozeilenbefehl port install paketname. Daraufhin werden die Quelltexte der gewünschten Software heruntergeladen, kompiliert und installiert. Eventuell benötigte Abhängigkeiten werden vorher automatisch installiert. Standardmäßig werden Pakete parallel zu evtl. Systemprogrammen in das Verzeichnis /opt/local installiert, wodurch keine Systemprogramme überschrieben werden. Abhängige Programme werden stets in der jeweils benötigten Version installiert.  Im Gegensatz zu dem Paketmanager Homebrew, der insoweit auf die Systemprogramme zurückgreift, kann es bei MacPorts allerdings vorkommen, dass abhängige Programme in verschiedenen Versionen nebeneinander installiert werden, beispielsweise verschiedene Versionen von Skriptsprachen, was entsprechend viel Speicherplatz benötigt. Ob es hierzu kommt, hängt von den jeweiligen Paketen und von deren Abhängigkeiten ab. 

## Statistik
Am 28. April 2005 veröffentlichte das Projekt die Version 1.0 der Software mit etwa 2.500 Ports. Version 1.2.1 vom 1. April 2006 brachte über 3.200 Ports mit. Version 1.3.2 vom 9. August 2006 umfasste über 3.700 Ports. Version 1.5 erschien am 15. Juli 2007. Die Version 1.6.0 erschien am 27. Dezember 2007 mit über 4.400 Ports. Im Januar 2009 war die Anzahl bereits auf über 5000 gewachsen. Mit der Veröffentlichung von Version 1.8.0 am 27. August 2009 hatte MacPorts über 6.100 Ports. Mit Stand von Dezember 2014 hatte die Version 2.3.3 über 20.083 Ports.